# Mallophora infernalis
Mallophora infernalis là một loài ruồi trong họ Asilidae. Mallophora infernalis được Wiedemann miêu tả năm 1821.